# Loan (họ người)
Loan là một họ của người Trung Quốc (chữ Hán: 欒, Bính âm: Luan). Trong danh sách Bách gia tính họ này xếp thứ 243.

## Người Trung Quốc họ Loan nổi tiếng
- Loan Thư, đại phu nước Tấn thời Xuân Thu
- Loan Bố, đại phu nước Lương thời Hán-Sở tranh hùng, bạn thân của Bành Việt
- Loan Cúc Kiệt, vận động viên đấu kiếm Canada gốc Trung Quốc